# Anomiopus paraguaiensis
Anomiopus paraguaiensis là một loài bọ cánh cứng trong họ Bọ hung (Scarabaeidae).